# Yznaga
Yznaga è un census-designated place degli Stati Uniti d'America, situato nella contea di Cameron dello Stato del Texas. Fa parte dell'area metropolitana di Brownsville–Harlingen.

## Geografia fisica
Yznaga è situata a 26°18′45″N 97°49′04″W (26.312616, -97.817895).
Secondo lo United States Census Bureau, ha un'area totale di 5,4 miglia quadrate (14 km²).

## Società

### Evoluzione demografica
Secondo il censimento del 2000, c'erano 103 persone, 34 nuclei familiari, e 28 famiglie residenti nella città. La densità di popolazione era di 19,0 persone per miglio quadrato (7,3/km²). C'erano 42 unità abitative a una densità media di 7,7 per miglio quadrato (3,0/km²). La composizione etnica della città era formata dal 71,84% di bianchi, il 28,16% di altre razze. Ispanici o latinos di qualunque razza erano l'85.44% della popolazione.
C'erano 34 nuclei familiari di cui il 38,2% avevano figli di età inferiore ai 18 anni, il 61,8% erano coppie sposate conviventi, il 17,6% aveva un capofamiglia femmina senza marito, e il 17,6% erano non-famiglie. Il 14,7% di tutti i nuclei familiari erano individuali e l'8.8% aveva componenti con un'età di 65 anni o più che vivevano da soli. Il numero di componenti medio di un nucleo familiare era di 3,03 e quello di una famiglia era di 3,39.
La popolazione era composta dal 31,1% di persone sotto i 18 anni, il 6,8% di persone dai 18 ai 24 anni, il 29,1% di persone dai 25 ai 44 anni, il 16,5% di persone dai 45 ai 64 anni, e il 16,5% di persone di 65 anni o più. L'età media era di 34 anni. Per ogni 100 femmine c'erano 90,7 maschi. Per ogni 100 femmine dai 18 anni in giù, c'erano 73,2 maschi.
Il reddito medio di un nucleo familiare era di 15.938 dollari, e quello di una famiglia era di 23.250 dollari. I maschi avevano un reddito medio pro capite di 28.333 dollari. Il reddito medio pro capite era di 9.695 dollari. C'erano il 31,6% delle famiglie e il 21,1% della popolazione che vivevano sotto la soglia di povertà, incluso none under 18 e il 50,0% di persone sopra i 64 anni.